# Linuche unguiculata
Linuche unguiculata är en manetart som först beskrevs av Schwartz 1788.  Linuche unguiculata ingår i släktet Linuche och familjen Linuchidae. Inga underarter finns listade i Catalogue of Life.